# Canton de Merdrignac
Le canton de Merdrignac est une ancienne division administrative française, située dans le département des Côtes-d'Armor et la région Bretagne.

## Composition
Le canton de Merdrignac regroupait les communes suivantes :
- Gomené ;
- Illifaut ;
- Laurenan ;
- Loscouët-sur-Meu ;
- Trémorel ;
- Merdrignac ;
- Mérillac ;
- Saint-Launeuc ;
- Saint-Vran.

Depuis 2015, ces communes sont rattachées au canton de Broons.

## Démographie
| 1962  | 1968  | 1975  | 1982  | 1990  | 1999  | 2006  | 2011  | 2012  |
| ----- | ----- | ----- | ----- | ----- | ----- | ----- | ----- | ----- |
| 9 258 | 8 646 | 8 239 | 7 900 | 7 578 | 7 375 | 7 693 | 7 841 | 7 836 |

## Histoire
- De 1833 à 1840, les cantons de Collinée et de Merdrignac avaient le même conseiller général. Le nombre de conseillers généraux était limité à 30 par département[3].
- De 1840 à 1848, le canton de Merdrignac et le canton de La Chèze avaient le même conseiller général. Le nombre de conseillers généraux était limité à 30 par département[4].

## Représentation

### Conseillers généraux de 1833 à 2015
| Période | Période      | Identité                                                  | Étiquette                     | Qualité |
| ------- | ------------ | --------------------------------------------------------- | ----------------------------- | --- |
| 1833    | 1842         | Pierre Perret                                             |                               | Maire du Gouray Député (1848-1849) |
| 1842    | 1848         | Jean Baptiste Gaston du Plessis-Mauron, Comte de Grénédan |                               | Capitaine, propriétaire à Illifaut, conseiller d'arrondissement                                                                                      |
| 1848    | 1856         | Louis Aimé Carré-Kerisouët                                |                               | Maître de forges à Plémet |
| 1856    | 1864         | Louis dit Ludovic Cavelier de Cuverville (1802-1893)      | Majorité dynastique           | Ancien officier, propriétaire Député (1849-1851, 1853-1863)                                                                                          |
| 1864    | 1877 (décès) | Ernest Carré-Kerisouët (fils de Louis Carré)              | Libéral (Centre gauche)       | Propriétaire, directeur des forges de Vaublanc Maire de Plémet Député (1869-1877)                                                                    |
| 1878    | 1880         | Aimé Sottinel                                             | Droite                        | Médecin-major Propriétaire à Merdrignac |
| 1880    | 1886         | François Potier                                           | Droite                        | Maire de Merdrignac |
| 1886    | 1904         | Aimé Sotinel                                              | Droite puis catholique rallié | Médecin major de deuxième classe |
| 1904    | 1922 (décès) | Philippe Lemercier                                        | Catholique rallié             | Constructeur de machines agricoles Maire de Merdrignac (1900-1922)                                                                                   |
| 1922    | 1936 (décès) | François-Philippe Lemercier (1871-1936)                   | RG puis Rad.ind.              | Ancien industriel Maire de Merdrignac (1922-1936) |
| 1936    | 1940         | Arsène Helo                                               | Rad.soc.                      | Retraité Maire de Merdrignac (1936-1940) |
|         |              |                                                           |                               | |
| 1945    | 1964         | Ange Moisan                                               | UDSR                          | Médecin Maire de Merdrignac (1953-1959) |
| 1964    | 1970         | Lionel Rouvrais (1931-2000)                               | FGDS                          | Notaire, Président de la FGDS des Côtes-du-Nord |
| 1970    | 1994         | Bernard Sohier                                            | DVD puis UDF                  | Président de la Chambre des Métiers Conseiller régional Maire de Merdrignac (1971-2005) Suppléant de la députée Marie-Madeleine Dienesch (1978-1981) |
| 1994    | 2008         | Denis Leclerc                                             | PS                            | Médecin généraliste à Merdrignac |
| 2008    | 2015 (décès) | Régine Angée                                              | DVD                           | Professeur de mathématiques et de sciences physiques Maire de Merdrignac (2005-2015) Présidente de la CC Hardouinais Mené (2014-2015)                |

### Conseillers d'arrondissement (de 1833 à 1940)
Le canton de Merdrignac appartenait à l'arrondissement de Loudéac jusqu'en 1926, date de sa disparition.
| Période                                  | Période           | Identité                                                  | Étiquette   | Qualité |
| ---------------------------------------- | ----------------- | --------------------------------------------------------- | ----------- | --- |
| 1833                                     | 1839              | Jean Marie Josset (1787-1867)                             |             | Officier de santé, chirurgien, propriétaire à Merdrignac                                                    |
| 1839                                     | 1842              | Jean Baptiste Gaston du Plessis-Mauron, Comte de Grénédan |             | Capitaine, propriétaire à Illifaut                                                                          |
| 1842                                     | 1845              | M. Oger                                                   |             | Propriétaire à Merdrignac                                                                                   |
| 1845                                     | 1848              | François Pierre Lostie (1807-1855)                        |             | Notaire à Merdrignac, propriétaire à Loudéac                                                                |
|                                          |                   |                                                           |             | |
| av.1856                                  | 1867 (décès)      | Jean Marie Josset                                         |             | Officier de santé, chirurgien, propriétaire à Merdrignac                                                    |
| 1867                                     | 1871              | François Potier                                           | Droite      | Maire de Merdrignac                                                                                         |
| 1871                                     |                   | M. Potelec                                                |             | Propriétaire à Merdrignac                                                                                   |
|                                          |                   |                                                           |             | |
| 1886                                     | 1887 (annulation) | François Potier                                           | Droite      | Maire de Merdrignac, ancien conseiller général                                                              |
|                                          |                   |                                                           |             | |
| 1895                                     | 1907              | Pierre Fauvel                                             | Républicain | Négociant, conseiller municipal de Merdrignac                                                               |
| 1907                                     | 1919              | Victor Fauvel                                             | Républicain | Commerçant, conseiller municipal de Merdrignac                                                              |
| 1919                                     | 1925              | Eugène Le Potier                                          |             | Médecin |
| 1925                                     | 1931              | Henri Rouvrais                                            | Radical     | Trésorier du comice agricole de Merdrignac                                                                  |
| 1931                                     | 1937              | Pierre Pestel                                             | PAPF-URD    | Cultivateur, maire de Loscouët-sur-Meu                                                                      |
| 1937                                     | 1940              | Pierre Berthelot                                          | Radical     | Cultivateur à Merdrignac                                                                                    |
| 1940                                     |                   |                                                           |             | Les conseils d'arrondissement ont été suspendus par la loi du 12 octobre 1940 et n'ont jamais été réactivés |
| Les données manquantes sont à compléter. |                   |                                                           |             | |